# Eugenio Cannada Bartoli
Eugenio Cannada Bartoli (Palermo, 1925 – Roma, 2001) è stato un giurista italiano, professore di diritto amministrativo e diritto processuale amministrativo, nelle Università di Catania e La Sapienza di Roma.

## Biografia
Fu per diversi anni direttore e redattore della rivista Il Foro amministrativo, dove era solito pubblicare i propri scritti con l'acronimo ECB.
I suoi studi principali ebbero ad oggetto il regime giuridico degli atti amministrativi e la giustizia amministrativa.
Ogni anno si tengono in sua memoria delle giornate di studio presso l'Università di Siena.
| Controllo di autorità | VIAF (EN) 287349103 · ISNI (EN) 0000 0003 9310 1136 · SBN MILV039676 · GND (DE) 1136626867 |